# 沙隆堡
沙隆堡（法語：Château-Chalon，法語發音：[ʃato ʃalɔ̃]）是法国汝拉省的一个市镇，位于该省中部偏西，属于隆斯勒索涅区。

## 地理
沙隆堡（46°45'17"N, 5°37'34"E）面积10.17 平方千米，位于法国勃艮第-弗朗什-孔泰大區汝拉省，该省份为法国东部内陆省份，北起上索恩省，西北接科多尔省，西临索恩-卢瓦尔省，南至安省，东与杜省和瑞士接壤。
与沙隆堡接壤的市镇（或旧市镇、城区）包括：弗龙特奈、塞耶河畔布卢瓦、栋布朗、塞耶河畔拉杜瓦、默内特吕-勒维尼奥布勒、塞耶河畔讷维、瓦特尔。
沙隆堡的时区为UTC+01:00、UTC+02:00（夏令时）。

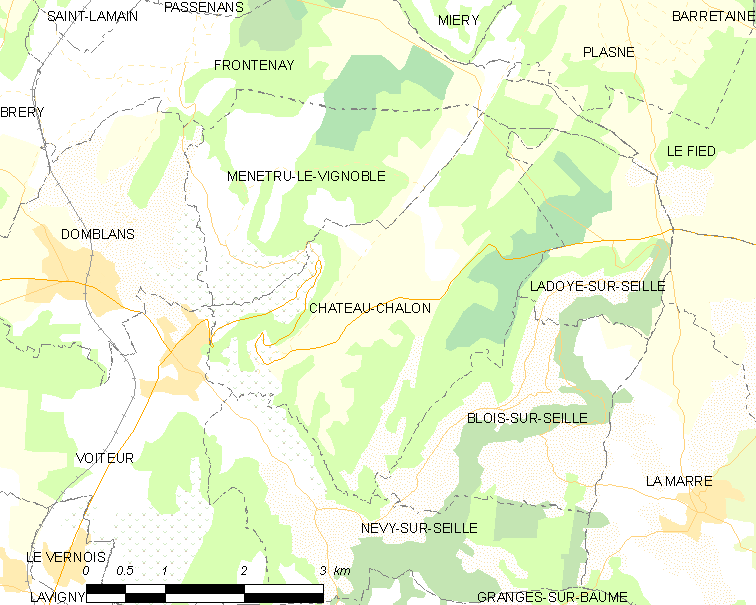
沙隆堡的OSM定位图

## 行政
沙隆堡的邮政编码为39210，INSEE市镇编码为39114。

## 政治
沙隆堡所属的省级选区为波利尼县。

## 交通
汝拉省省道D5线经过境内。

## 人口

1962-2008年间沙隆堡人口变化图示

沙隆堡于2022年1月1日时的人口数量为146人。